# Грасс-Валли (Калифорния)
Грасс-Валли (англ. Grass Valley) — крупнейший город в округе Невада, штат Калифорния, США. Расположен на высоте примерно 760 метров над уровнем моря в западных предгорьях хребта Сьерра-Невада.

## География
Город Грасс-Валли расположен в западных предгорьях хребта Сьерра-Невада на высоте около 760 метров на уровнем моря. На расстоянии 92 км по автодороге лежит столица штата — города Сакраменто. В 103 км по автодороге международный аэропорт Сакраменто. В 142 км восточнее находится Рино (штат Невада). В 285 км на юго-запад находится Сан-Хосе.

## Климат
В Грасс-Валли средиземноморский климат с тёплым и сухим летом, прохладной и дождливой зимой. Несмотря на то, что летом сухо, могут быть грозы. Обилие зимних осадков способствует выращиванию большого количества травы, которая в засушливое лето высыхает, что создаёт предпосылки для лесных пожаров.
| Показатель                    | Янв.  | Фев.  | Март  | Апр.  | Май  | Июнь | Июль | Авг. | Сен. | Окт. | Нояб. | Дек.  | Год    |
| ----------------------------- | ----- | ----- | ----- | ----- | ---- | ---- | ---- | ---- | ---- | ---- | ----- | ----- | ------ |
| Абсолютный максимум, °C       | 25    | 27    | 27    | 31    | 37   | 38   | 42   | 42   | 40   | 36   | 31    | 27    | 42     |
| Средний суточный максимум, °C | 11,9  | 12,9  | 14,2  | 16,7  | 21,7 | 26,4 | 30,8 | 30,6 | 27,9 | 22,3 | 15,3  | 11,7  | 20,2   |
| Средний суточный минимум, °C  | 0     | 0,9   | 2,2   | 3,8   | 7,4  | 10,7 | 13,4 | 12,8 | 10,3 | 6,1  | 2,3   | −0,2  | 5,8    |
| Абсолютный минимум, °C        | −9    | −13   | −7    | −3    | −3   | 2    | 4    | 5    | 2    | −3   | −7    | −16   | −16    |
| Норма осадков, мм             | 246,1 | 217,4 | 211,3 | 102,1 | 50   | 17,3 | 3    | 5,3  | 20,1 | 68,6 | 170,9 | 240,3 | 1352,8 |

## Демография
По состоянию на 2010 год по данным переписи населения США численность населения составляла 12 860 человек. Плотность населения 1046,8 чел./км². Расовый состав: 89,4 % белые, 1,5 % азиаты, 0,4 % чернокожие, 1,6 % коренных американцев, 0,1 % гавайцев или выходцев с островов Океании, 3,3 % другие расы, 3,9 % потомки двух и более рас.
По состоянию на 2000 год медианный доход на одно домашнее хозяйство в городе составлял 28 182 доллара, доход на семью 33 220 долларов. У мужчин средний доход 32 568 долларов, а у женщин 21 915 долларов. Средний доход на душу населения 16 877 долларов. 12,9 % семей, или 14,9 % населения, находились ниже порога бедности, в том числе 20 % молодёжи младше 18 лет и 6,3 % взрослых в возрасте старше 65 лет.

## Экономика
Соседствующие Грасс-Валли и Невада-Сити создают довольно диверсифицированную экономику. Оставленное в эпоху Золотой лихорадки историческое наследие создало предпосылки для туризма и развития сектора услуг составляющих основную часть местной экономики. Также здесь работают предприятия торговли, проектные организации, строительные и подрядные конторы, есть предприятия электроники и других высокотехнологичных отраслей. Важным сектором экономики является сельское хозяйство, почва здесь считается вполне плодородной. В последние десятилетия развивается винодельческая промышленность.
Среди работодателей кофейни Starbucks, ретейлер GNC и ресторанный ретейлер Jamba Juice.

## Города-побратимы
Грасс-Валли имеет два города-побратима по версии Sister Cities International.
- Бодмин, Великобритания
- Лимана, Италия